# Dieter Soika
Dieter Soika (* 1949 in Rheinhausen) ist ein deutscher Journalist.

## Leben
Dieter Soika war bereits als Schüler freier Mitarbeiter verschiedener Zeitungen (darunter WAZ und Bild) sowie Rundfunkanstalten. Nach seinem Abitur in Rheinhausen studierte er von 1969 bis 1973 Publizistik, Soziologie und Volkskunde an der Westfälischen Wilhelms-Universität in Münster. Nach dem Volontariat bei der Rheinischen Post in Düsseldorf arbeitete er ab 1974 bis 1978 zunächst als Redakteur für die Bereiche Nachrichten, Wirtschaft und Lokales bei diesem Blatt, von 1979 bis 1981 bei der Neuen Ruhr Zeitung (NRZ) in Essen. Von 1981 bis 1988 war er Chefredakteur des Offenburger Tageblatts, wechselte dann zur Westfalenpost in Hagen, wo er von 1988 bis 1997 ebenfalls Chefredakteur war. Ab 1. Januar 1998 war er Chefredakteur der Freien Presse in Chemnitz, der auflagenstärksten Regionalzeitung Ostdeutschlands. Soika, der als Innovator im Lokaljournalismus gilt, führte dort bereits früh einen Newsroom ein. Das Arbeitsverhältnis wurde jedoch zum 18. Februar 2008 wegen Differenzen über die redaktionelle Konzeption beendet.
Dieter Soika ist außerdem Lehrbeauftragter für Redaktionsmanagement an der Universität Leipzig. Er ist verheiratet und hat zwei erwachsene Kinder.

## Zitat
„Journalisten empfehlen ja den Menschen in der Regel immer, sie sollen sehr flexibel, wandlungsfähig und für Neues aufgeschlossen sein. Sie selbst sind dagegen die strukturkonservativsten Menschen, die ich mir vorstellen kann. Sie haben ein unglaubliches Beharrungsvermögen.“